# Zastava M21
Zastava M21 là súng trường tấn công hiện đại được phát triển và sản xuất bởi công ty Zastava Arms của Serbia và Montenegro. Nó có nền tảng từ AK-47 của Nga.

## Tổng quan
Zastava M21 có khoang chứa đạn sử dụng loại đạn 5.56x45mm NATO hay .223 Remington. Nó có:
- Hệ thống trích khí.
- Hệ thống làm mát bằng không khí.
- Hộp đạn rời bằng nhựa.
- Có thể chọn các chế độ bắn khác nhau.
- Có thể gắn lưỡi lê hay ống phóng lựu GP-25 40 mm dưới nòng súng.
- Có thể gắn thêm hệ thống chống chớp sáng để chống chói mắt người sử dụng hay bị phát hiện vị trí trong đêm.
- Búa điểm hỏa và khoang chứa đạn có mạ crom chống rỉ sét.
- Có hệ thống khóa an toàn.
- Có các thanh răng trên thân súng để có thể gắn các ống nhắm theo tiêu chuẩn của NATO.
- Báng súng bằng nhựa có thể đẩy vào/rút ra.

## Lịch sử và các biến thể
Trong dòng vũ khí này Zastava Arms đã chế tạo ba loại biến thể của loại súng trường này với nòng dài, nòng ngắn và cả một bản thu nhỏ như M21C. Mẫu nòng ngắn M21S được chế tạo để sử dụng bởi các lực lượng đặc nhiệm và cảnh sát cho các nhiệm vụ trên toàn cầu và chống khủng bố.

## Sản xuất và sử dụng
Vào ngày 29 tháng 4 năm 2004 khầu M21 đã được quân đội Serbia và Montenegro chấp nhận cho vào biên chế như một loại nối tiếp cho các khẩu súng trường tấn công Zastava M70/M72/M92.
Vào năm 2004 bộ quốc phòng Serbia và Montenegro đã đặt hàng 500 khẩu Zastava M21. Một dòng súng trường mới được bắt đầu chế tạo vào ngày 1 tháng 9 năm 2004 và 5.000 khẩu đã được chế tạo trong năm 2004 với thiết kế của khẩu M21.
Năm 2005 Macedonia trở thành nước đầu tiên nhập khẩu loại súng này.
Năm 2006 và 2007 khẩu Zastava M21 đã được thấy sử dụng bởi lực lượng quân đội Iraq và lính đánh thuê Hoa Kỳ trong chiến tranh Iraq. Vào tháng 3 năm 2008 Iraq đã đặt hàng 2.000 khẩu M21 cho quân đội của mình.
Khoảng hơn 18.000 khẩu M21 đã được đưa vào phục vụ trong quân đội Serbia.
Nó cũng được sử dụng trong các lực lượng đặc nhiệm trong quân đội Armenian và lực lượng chống khủng bố của họ.